# 이찬 (희극인)
이찬(본래 1984년 1월 5일 음력 1983년 12월 3일 ~ )은 대한민국의 희극인이자 방송작가이다. 현재는 KBS 개그콘서트에는 비활동중이다.

## 생애
인천에서 태어나고 2012년 KBS 27기 공채 개그맨으로 데뷔하였고 2016년 5월 23일에 《SNL 코리아》 작가로 이직하였다.

## 학력
- 서울예술대학교 극작과

## 연기 활동

### 방송
- KBS2《개그콘서트》
  - 〈나쁜사람〉형사 역
  - 〈노력의 결정체〉
  - 〈불편한 진실〉
  - 〈소름〉피해자 역
  - 〈엔젤스〉
  - 〈남자가 필요없는 이유〉순진한 남자 역
  - 〈배꼽도둑〉
  - 〈숨은 표절찾기〉
  - 〈참 좋은 시절〉
  - 〈젊은이의 양지〉
  - 〈시청자 의견〉
  - 〈이.개.세〉
  - 〈이찬의 상상은 현실이 된다〉점원 역
  - 〈아름다운 구속〉반장 역
  - 〈리액션 야구단〉
  - 〈횃불 투게더〉
  - 〈일어나〉